# Strumigenys bibis
Strumigenys bibis  (лат.) — вид мелких земляных муравьёв из подсемейства Myrmicinae. Австралия.
Мелкие муравьи (около 2 мм) с сердцевидной головой, расширенной кзади. 
Мандибулы вытянутые тонкие (с несколькими зубцами, обычно 2-3 апикальных). Усики 4-члениковые. Длина головы (HL) 0,55 мм, ширина головы (HW) 0,39 мм. От Strumigenys anchis отличается отсутствием вентро-латеральной головной выемки перед глазами.

Стебелёк между грудкой и брюшком состоит из двух члеников: петиолюса и постпетиолюса (последний четко отделен от брюшка), жало развито, куколки голые (без кокона). Специализированные охотники на коллембол. Вид был впервые описан в 2000 году английским мирмекологом Барри Болтоном. Включён в состав видовой группы emmae species group (вместе с S. anchis, S. emmae, S. miniteras, S. pnyxia, S. radix, S. sutrix.